# Paul Kaufmann (Politiker, 1925)
Paul Kaufmann (* 20. August 1925 in Graz; † 17. Jänner 2015 in Stadl-Predlitz) war ein österreichischer Politiker (ÖVP) und Schriftsteller. Er war von 1971 bis 1979 Abgeordneter zum österreichischen Nationalrat, von 1981 bis 1982 Mitglied des Bundesrates und 1983 erneut Abgeordneter zum Nationalrat. 

## Leben
Kaufmann besuchte die Volks- und Mittelschule und maturierte 1943. Bereits seit dem 13. März 1938 war er Mitglied der HJ, er beantragte am 7. Januar 1943 die Aufnahme in die NSDAP und wurde zum 20. April desselben Jahres aufgenommen (Mitgliedsnummer 9.513.491). Im selben Jahr wurde er zur Deutschen Wehrmacht eingezogen und leistete zwei Jahre Militärdienst. Von 1945 bis 1949 studierte er Volkskunde, Germanistik und Philosophie an der Universität Graz und schloss sein Studium 1949 mit dem akademischen Grad Dr. phil. ab. In der Folge arbeitete er zwischen 1949 und 1951 bei den Verlagen Styria in Graz bzw. Otto Müller in Salzburg und wechselte danach zum Nordwestdeutschen Rundfunk nach Hamburg. Später wurde er Pressereferent der ÖVP Steiermark und ab 1956 Redakteur für Innenpolitik der Südost Tagespost, bis er 1963 er als Chefredakteur zur Wochenzeitung Sonntagspost wechselte. 
Kaufmann betätigte sich zudem als Schriftsteller und war von 1968 bis 1990 Generalsekretär des Festivals Steirischer Herbst. Kaufmann vertrat die ÖVP zwischen dem 4. November 1971 und dem 4. Juni 1979 im Nationalrat, war danach vom 1. Jänner 1981 bis zum 31. Dezember 1982 Mitglied des Bundesrates und gehörte zwischen dem 2. Jänner 1983 und dem 18. Mai 1983 erneut dem Nationalrat an. 
Kaufmann starb am 17. Jänner 2015 im Alter von 89 Jahren.

## Veröffentlichungen
- Kaufmann, Paul: Beschloß ich, Politiker zu werden. ISBN 3-442-03408-6.